# (365786) Florencelosse
(365786) Florencelosse est un astéroïde de la ceinture principale.

## Description
(365786) Florencelosse est un astéroïde de la ceinture principale. Il fut découvert le 26 décembre 2010 à Saint-Pardon-de-Conques par l'observatoire de St Pardon de Conques. Il présente une orbite caractérisée par un demi-grand axe de 3,09 UA, une excentricité de 0,03 et une inclinaison de 12,0° par rapport à l'écliptique.

## Compléments